# Cappella di Santa Maria (Savona)
La Cappella di Santa Maria, o Nostra Signora del Ponte, è un edificio religioso che sorge nel quartiere di Lavagnola della città di Savona.

## Caratteristiche
La cappella sorge sulla sponda destra del torrente Letimbro, all'imboccatura di un ponte medievale e specularmente alla cappella di San Martino posta sull'altro capo del ponte, lungo la riva sinistra. L'edificio è a navata unica con piccolo campanile a vela. La facciata ha portale ad arco a tutto sesto sormontato da un grosso rosone trilobato dal disegno barocco. La cappella è al momento in stato di semiabbandono.

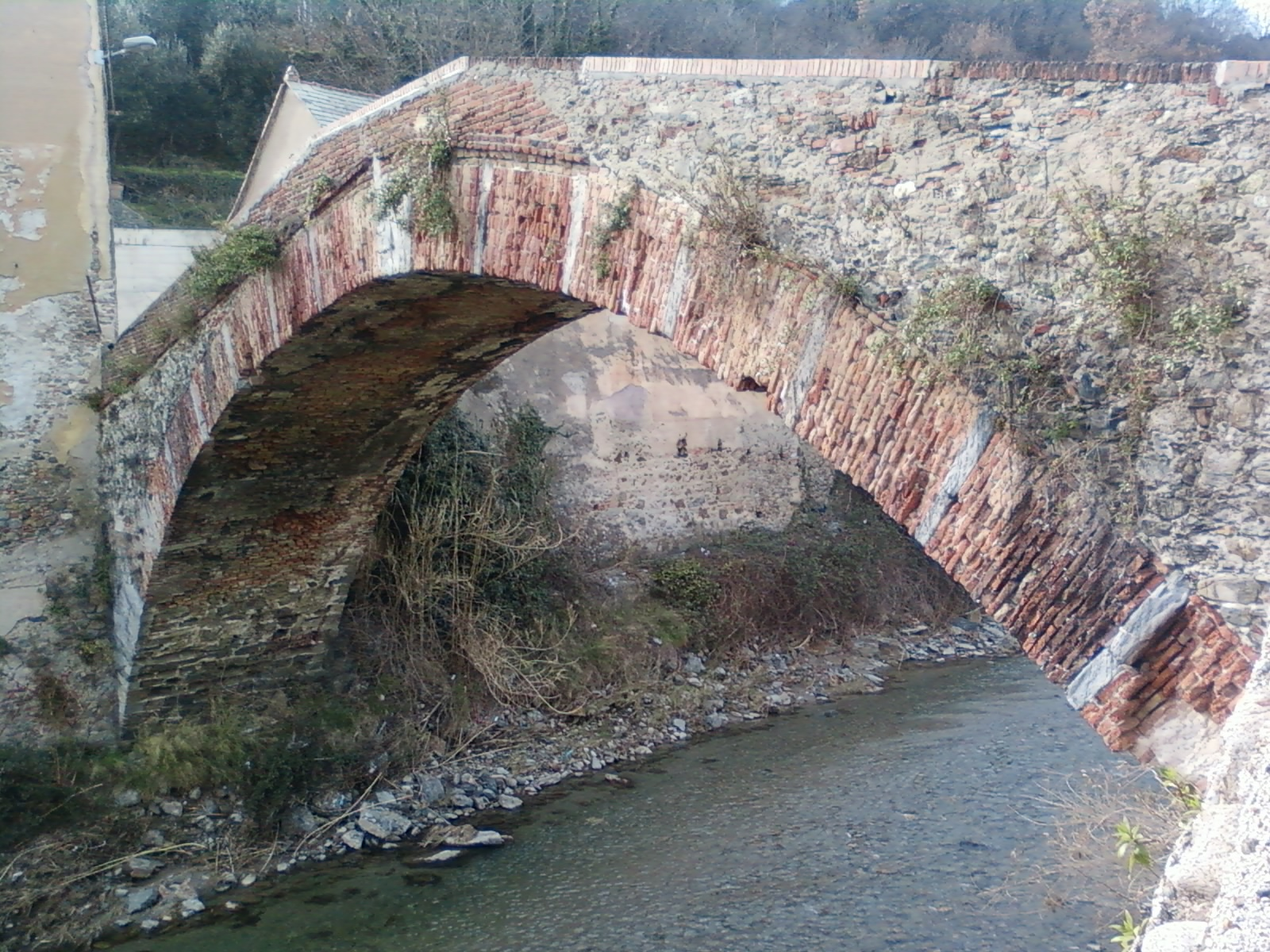
Il ponte medievale